# São José de Mipibu
São José de Mipibu est une municipalité brésilienne située dans l'État du Rio Grande do Norte.